# Ömer Kılıç
Ömer Kılıç (* 24. Dezember 1971 in Ordu) ist ein ehemaliger türkischer Fußballspieler. Aufgrund seiner zehnjährigen dortigen Tätigkeit wird er mit dem Verein Bursaspor assoziiert. Mit 242 Erstligaeinsätzen für Bursaspor ist er nach Sedat Özden (336 Einsätze), Turan Şen (334 Einsätze), Beyhan Çalışkan (306 Einsätze), Sinan Bür (274 Einsätze) und Adnan Örnek (266 Einsätze) der Spieler mit den sechsthäufigsten Süper-Lig-Einsätzen der Vereinsgeschichte.

## Karriere

### Verein
Ömer Kılıç begann mit dem Vereinsfußball in den Jugendmannschaften diverser Amateurklubs seiner Heimatstadt Ordu. Zur Saison 1990/91 wurde er beim damaligen Zweitligisten Orduspor noch als Amateurspieler in den Kader aufgenommen und absolvierte in der ersten Spielzeit zwei Liga- und eine Pokalbegegnung. Zum Saisonende wurde er mit einem Profivertrag ausgestattet und vollwertiges Mitglied des Profiteams. Die zweite Spielzeit erhielt er schnell einen Stammplatz. In der Saison 1992/93 verpasste Orduspor die Teilnahme an der Aufstiegsgruppe und damit auch die einzige Möglichkeit aufzusteigen. Da der Verein auch den Klassenerhalt sicher geschafft hatte, wurden mehrere Spieler an andere Vereine ausgeliehen um Geld zu sparen. So verbrachte auch Kılıç die Rückrunde beim Ligakonkurrenten Sökespor. Zum Saisonende kehrte er zu Orduspor zurück und spielte eine weitere Spielzeit für diesen Verein.
Für die Spielzeit 1994/95 wechselte er zum Erstligisten Bursaspor. Bei seinem neuen Verein genoss er von Anfang an das Vertrauen des neu eingestellten Trainers Nejat Biyediç. So erkämpfte er sich schnell einen Stammplatz und avancierte zum Saisonende zu einem der Youngsters der Liga. Sein Verein beendete die Saison auf dem 6. Tabellenplatz und qualifizierte sich für die kommende Saison für den UEFA Intertoto Cup. Kılıç selbst stieg zum Nationalspieler auf und wurde von den drei Istanbuler Vereinen Beşiktaş, Fenerbahçe und Galatasaray umworben, wobei Beşiktaş auf Drängen von Trainer Christoph Daum mehrere Versuche startete, Kılıç zu verpflichten. Im vorsaisonlichen UEFA Intertoto Cup 1995 schloss man die Gruppenphase souverän als Tabellenerster der Gruppe 10 ab. Im Achtelfinale traf man auf den griechischen Vertreter OFI Kreta und bezwang diesen mit 2:1. Im Viertelfinale traf man auf den Bundesligisten Karlsruher SC. Die vor heimischer Kulisse gespielte Begegnung avancierte zu einer der packendsten und legendärsten Begegnungen der Vereinsgeschichte. In der Partie gelang Karlsruhe durch ein Tor von Thomas Häßler in der 26. Minute die Führung. Später endete die reguläre Spielzeit mit 2:2. In der Nachspielzeit brachte Ercüment Şahin mit einem gezielten Schuss die 3:2-Führung. Karlsruhe gelang fünf Minuten vor Spielende der Ausgleich. Die Partie entschied Karlsruhe nach Elfmeterschießen 9:8 für sich. Die Saison verlief aber für Bursaspor eher durchwachsen und man beendete die Saison etwas enttäuschend auf dem 9. Tabellenplatz. Der Erfolgstrainer Biyediç wurde nach dem 28. Spieltag nach einer 2:4-Niederlage gegen Kocaelispor entlassen und bis zum Saisonende durch Sinan Bür ersetzt.
In den nachfolgenden Jahren war Kılıç zwar als Leistungsträger bei Bursaspor nach wie vor gesetzt, nur wurde er für die Nationalmannschaften nicht mehr berücksichtigt und schaffte es auch nicht in die Transferlisten der größeren Vereine. Zum Saisonende 2003/04 verpasste sein Verein nach 38-jähriger Erstligateilnahme den Klassenerhalt der Süper Lig und stieg in die TFF 1. Lig ab. Nach diesem Misserfolg trennte sich Bursaspor von vielen Spielern unter anderem von Kılıç.
Nach der Trennung von Bursaspor wechselte Kılıç zum Sommer 2004 zum Zweitligisten Dardanelspor und spielte hier eine Spielzeit. Anschließend wechselte er in die dritthöchste türkische Spielklasse, die TFF 2. Lig, zu Şanlıurfaspor. Nach einem Jahr für diesen Verein beendete er seine aktive Fußballspielerlaufbahn.

### Nationalmannschaft
Durch seine überzeugenden Leistungen bei Bursaspor fiel er 1995 dem türkischen Nationaltrainer Fatih Terim auf und wurde von diesem das erste Mal im Februar 1995 in den Kader der Türkischen Nationalmannschaft nominiert. Bei dem Testspiel gegen die Rumänische Nationalmannschaft vom 15. Februar 1995 saß er auf der Ersatzbank. Einen Monat später erhielt er im Rahmen eines Testspiels gegen die Israelische Nationalmannschaft erneut eine Nominierung, saß aber auch bei dieser Partie auf der Ersatzbank. Sein Länderspieldebüt gab er erst im Juni 1995 während eines Freundschaftsspiels gegen die Kanadische Nationalmannschaft. Nach dieser Partie wurde er zwei weitere Male nominiert, wobei er zu einem weiteren Länderspieleinsatz kam.